# 서대구우체국
서대구우체국은 대구광역시 서구 지역을 관할하는 우체국이다.

## 기본 정보
- 주소: 대구광역시 서구 서대구로 97

## 연혁
- 1984년 7월 20일: 대구우체국 서대구 분국 개국
- 1984년 12월 2일: 서대구우체국 승격
- 1996년 3월 15일: 대구달서우체국 분리 이관
- 1996년 8월 1일: 대구성서우체국 분리 이관
- 2014년 1월 1일: 우편구역을 다음과 같이 고시[1]

| 배달국       | 배달구역    | 구역번호      |
| ------------ | ----------- | ------------- |
| 서대구우체국 | 서구 전지역 | 41700 ~ 41872 |

- 2015년 8월 3일: 관할 평리5동우체국이 우체국 합리화 대상국으로 지정되어 폐국[2]
- 2019년 11월 1일 : 대구내당4동우편취급국 폐국[3]
- 2021년 3월 1일 : 우편구역을 다음과 같이 고시[4]

| 배달국       | 배달구역    | 구역번호      |
| ------------ | ----------- | ------------- |
| 서대구우체국 | 서구 전지역 | 41700 ~ 41872 |

- 2021년 3월 2일 : 대구내당1동우체국 폐국[5]

## 관할 우체국
| 우체국명               | 사진 | 주소                             | 비고                 |
| ---------------------- | ---- | -------------------------------- | -------------------- |
| 대구내당1동우체국      |      | 대구광역시 서구 통학로 58        | 2021년 3월 2일 폐국  |
| 대구내당4동우편취급국  |      | 대구광역시 서구 평리로50길 28    | 2019년 11월 1일 폐국 |
| 대구대평리우편취급국   |      | 대구광역시 서구 서대구로42길 42  |                      |
| 대구비산7동우체국      |      | 대구광역시 서구 서대구로 358     |                      |
| 대구비산동우체국       |      | 대구광역시 서구 달서로 157       |                      |
| 대구서문우체국         |      | 대구광역시 서구 큰장로 101       |                      |
| 대구염색공단우편취급국 |      | 대구광역시 서구 염색공단로 17    |                      |
| 대구중리동우체국       |      | 대구광역시 서구 평리로 148       |                      |
| 대구평리1동우편취급국  |      | 대구광역시 서구 북비산로 311     |                      |
| 대구평리3동우체국      |      | 대구광역시 서구 국채보상로 279   |                      |
| 대구평리5동우체국      |      | 대구광역시 서구 국채보상로 161-1 | 2015년 8월 3일 폐국  |

## 조직
- 경영지도실
- 지원과
- 우편물류과
- 영업과
  - 고객지원실